# Домик Лэндора
«Домик Лэндора» (англ. Landor's Cottage) — рассказ Эдгара Аллана По, написанный не позже января 1849 года. Известно, что в январе и марте автор посылал его в редакцию журнала The Metropolitan, но оба раза получил отказ. Рассказ был опубликован 9 июня 1849 года в бостонской газете The Flag of Our Union и при жизни автора не переиздавался.
Главный герой рассказа, от имени которого ведётся повествование, во время пешего путешествия «по одному-двум приречным графствам штата Нью-Йорк» сбился однажды с пути. Он рассказывает об удивительно красивой дороге, которая привела его в уединённую долину. В этой долине стоял дом, принадлежавший, как выяснилось, некоему Лэндору. На описании дома рассказ заканчивается.